# Tagmersheim
Tagmersheim és un municipi situat al districte de Danubi-Ries, a l'estat federat de Baviera (Alemanya), amb una població a finals de 2016 d'uns 1.091 habitants.
Està situat a l'oest de l'estat, a la regió de Suàbia, prop de la frontera amb l'estat de Baden-Württemberg i de la riba del riu Danubi.